# Stratford (Dacota do Sul)
Stratford é uma cidade  localizada no estado norte-americano de Dakota do Sul, no Condado de Brown.

## Demografia
Segundo o censo norte-americano de 2000, a sua população era de 96 habitantes.
Em 2006, foi estimada uma população de 92, um decréscimo de 4 (-4.2%).

## Geografia
De acordo com o United States Census Bureau tem uma área de
0,6 km², dos quais 0,6 km² cobertos por terra e 0,0 km² cobertos por água. Stratford localiza-se a aproximadamente 397 m acima do nível do mar.

## Localidades na vizinhança
O diagrama seguinte representa as localidades num raio de 24 km ao redor de Stratford.